# 千叶吟子
千叶吟子（1939年6月3日—）是一名日本女子体操运动员。她在1964年东京夏季奥林匹克运动会中，获得女子团体铜牌。她也曾获得1962年世界体操锦标赛女子团体铜牌。